# Phyllachora bulbosa
Phyllachora bulbosa är en svampart som beskrevs av Parbery 1967. Phyllachora bulbosa ingår i släktet Phyllachora och familjen Phyllachoraceae.   Inga underarter finns listade i Catalogue of Life.